# Alain Humbert
 (février 2025).
Si vous disposez d'ouvrages ou d'articles de référence ou si vous connaissez des sites web de qualité traitant du thème abordé ici, merci de compléter l'article en donnant les références utiles à sa vérifiabilité et en les liant à la section « Notes et références ».
Pas d'image ? Cliquez ici

a Compétitions nationales et continentales officielles uniquement.

Alain Humbert, né le 5 octobre 1947 à Perpignan (Pyrénées-Orientales), est un joueur français de rugby à XIII dans les années 1960 et 1970. Il occupe au cours de sa carrière le poste de deuxième ligne.
Il pratique le rugby à XIII au sein des clubs du XIII Catalan et de l'A.S. Saint-Estève remportant au cours de sa carrière le Championnat de France en 1969 avec le premier, et en 1971 avec le second, avec ses coéquipiers Henri Chamorin, Georges Bonnet, Daniel Camiade, Jacques Moliner, José Calle et Francis Ribère, ainsi que deux titres de Coupe de France en 1969 avec le XIII Catalan et 1972 avec Saint-Estève.

## Palmarès
- Collectif :
  - Vainqueur du Championnat de France : 1969 (XIII Catalan) et 1971 (Saint-Estève).
  - Vainqueur du Coupe de France : 1969 (XIII Catalan) et 1972 (Saint-Estève).
  - Finaliste du Championnat de France : 1969 (XIII Catalan) et 1975 (Saint-Estève).